# Mistrzostwa Europy w Lekkoatletyce 1966 – trójskok mężczyzn

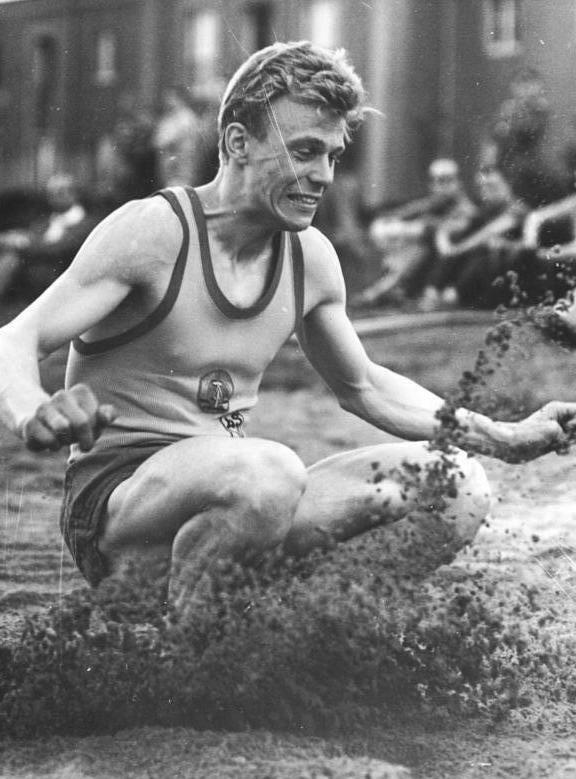
Hans-Jürgen Rückborn

Trójskok mężczyzn był jedną z konkurencji rozgrywanych podczas VIII Mistrzostw Europy w Budapeszcie. Kwalifikacje rozegrano 3 września, a finał 4 września 1966. Zwycięzcą tej konkurencji został reprezentant Bułgarii Georgi Stojkowski. W rywalizacji wzięło udział dwudziestu czterech zawodników z czternastu reprezentacji.

## Rekordy
| Rekord świata     | Józef Szmidt (POL) | 17,03 | Olsztyn, Polska     | 05.08.1960 |
| Rekord Europy     | Józef Szmidt (POL) | 17,03 | Olsztyn, Polska     | 05.08.1960 |
| Rekord mistrzostw | Józef Szmidt (POL) | 16,55 | Belgrad, Jugosławia | 13.09.1962 |

## Wyniki

### Kwalifikacje
| Miejsce | Zawodnik             | Wynik | Uwagi |
| ------- | -------------------- | ----- | ----- |
| 1       | Michael Sauer        | 16,46 | Q     |
| 2       | Șerban Ciochină      | 16,42 | Q     |
| 3       | Giuseppe Gentile     | 16,41 | Q     |
| 4       | Henrik Kalocsai      | 16,28 | Q     |
| 5       | Hans-Jürgen Rückborn | 16,11 | Q     |
| 6       | Władimir Kurkiewicz  | 16,11 | Q     |
| 7       | Anatolij Aljabjew    | 16,09 | Q     |
| 8       | Petr Nemšovský       | 16,07 | Q     |
| 9       | Józef Szmidt         | 16,05 | Q     |
| 10      | Jan Jaskólski        | 16,00 | Q     |
| 11      | Zoltán Cziffra       | 15,99 | Q     |
| 12      | Georgi Stojkowski    | 15,91 | Q     |
| 13      | Siegfried Dähne      | 15,91 | Q     |
| 14      | Nikołaj Dudkin       | 15,84 | Q     |
| 15      | Fred Alsop           | 15,83 | Q     |
| 16      | Dodju Patarinski     | 15,82 | Q     |
| 17      | Pertti Pousi         | 15,67 |       |
| 18      | František Krupala    | 15,60 |       |
| 19      | Martin Jensen        | 15,58 |       |
| 20      | Günther Krivec       | 15,58 |       |
| 21      | Andrzej Puławski     | 15,55 |       |
| 22      | Aşkın Tuna           | 15,53 |       |
| 23      | Ewangelos Wlasis     | 15,39 |       |
| 24      | Dragán Ivanov        | 15,22 |       |

### Finał
| Miejsce | Zawodnik             | Wynik | Uwagi |
| ------- | -------------------- | ----- | ----- |
| 1       | Georgi Stojkowski    | 16,67 | CR    |
| 2       | Hans-Jürgen Rückborn | 16,66 | NR    |
| 3       | Henrik Kalocsai      | 16,59 | NR    |
| 4       | Jan Jaskólski        | 16,57 |       |
| 5       | Józef Szmidt         | 16,45 |       |
| 6       | Michael Sauer        | 16,39 |       |
| 7       | Șerban Ciochină      | 16,22 |       |
| 8       | Siegfried Dähne      | 16,17 |       |
| 9       | Giuseppe Gentile     | 16,15 |       |
| 10      | Petr Nemšovský       | 16,14 |       |
| 11      | Władimir Kurkiewicz  | 16,00 |       |
| 12      | Fred Alsop           | 15,93 |       |
| 13      | Anatolij Aljabjew    | 15,77 |       |
| 14      | Zoltán Cziffra       | 15,73 |       |
| 15      | Dodju Patarinski     | 15,65 |       |
| 16      | Nikołaj Dudkin       | 15,46 |       |